# Hans Christian Andersen
  Hans Christian Andersen    (Odense, 2 d'abril de 1805 - Rolighed, 4 d'agost de 1875) fou un escriptor danès. Fill d'un humil sabater, aviat va aprendre diversos oficis però no en finalitzà cap. Amb 14 anys i pocs diners, va fugir a Copenhaguen disposat a fer fortuna com a actor i cantant; va malviure, va escriure algunes obres i després de privacions i desenganys, aconseguí d'interessar a personalitats del país que s'ocuparen de la seva formació. Andersen va sentir sempre que el seu origen humil era un llast i, així, fantasiejava que era fill il·legítim d'un gran senyor.
A més de novel·les, poesia i teatre, va escriure també una autobiografia (L'aventura de la meva vida, 1855) i va publicar valuosos llibres de viatges fruit de les seves experiències, ja que es va passar aproximadament deu anys de la seva vida viatjant; l'autor va visitar Alemanya, Gran Bretanya, Turquia i Espanya, entre molts altres països. Viatjava sempre amb una corda a la maleta, en previsió per si havia d'escapar per la finestra a causa d'un incendi. Fruit del seu viatge més llarg és el llibre El Basar d'un poeta (1848). L'any 1851 publicaria les seves vivències per Suècia i el 1862 el que va viure durant la seva estada a Espanya.
Tanmateix, a Hans Christian Andersen hom el coneix sobretot pels seus contes infantils, alguns inspirats en rondalles i llegendes nòrdiques, però la majoria inventats per ell i caracteritzats per una gran imaginació, humor i sensibilitat. Alguns crítics actuals suggereixen que aquestes històries no eren tan innocents, que van ser censurades a l'hora d'editar-se i que, en qualsevol cas, reflecteixen part dels conflictes interns de l'escriptor. S'ha parlat molt, entre d'altres, del paral·lelisme entre L'aneguet lleig i la vida d'Andersen.
En qualsevol cas, aquests més de 200 relats, alguns traduïts a moltes llengües, han estat reeditats i gràcies a ells va gaudir del privilegi de ser reconegut en vida com a autor tot esdevenint un dels clàssics de la literatura infantil. Segons l'Index Translationum és un dels autors més traduïts. La seva obra ha inspirat pel·lícules –especialment d'animació–, obres de teatre i ballets.
A Odense, ciutat natal de l'escriptor, es troba la seva casa-museu, amb fotografies, dibuixos i records d'Andersen, que ha esdevingut centre difusor que organitza activitats adreçades fonamentalment als nens.

## Biografia
Va néixer a Odense, Dinamarca, fill d'una família molt pobra, de manera que fins i tot va haver de dormir sota un pont i demanar almoina. Era fill d'un sabater instruït però malaltís, de vint-i-dos anys i d'una rentadora força major que ell, de religió protestant. Andersen li va dedicar per la seva pobresa el seu conte de La petita venedora de llumins i també No serveix res pel seu alcoholisme. El pare adorava el seu fill i segurament es deu a ell la passió d'Andersen pel teatre, ja que li va fabricar un teatret i unes marionetes per a les quals el nen cosia roba. Tota la família vivia (i dormia) en una petita habitació.
Hans Christian va mostrar una gran imaginació des dels seus inicis, que va ser estimulada per la indulgència dels seus pares i les supersticions de la seva mare.

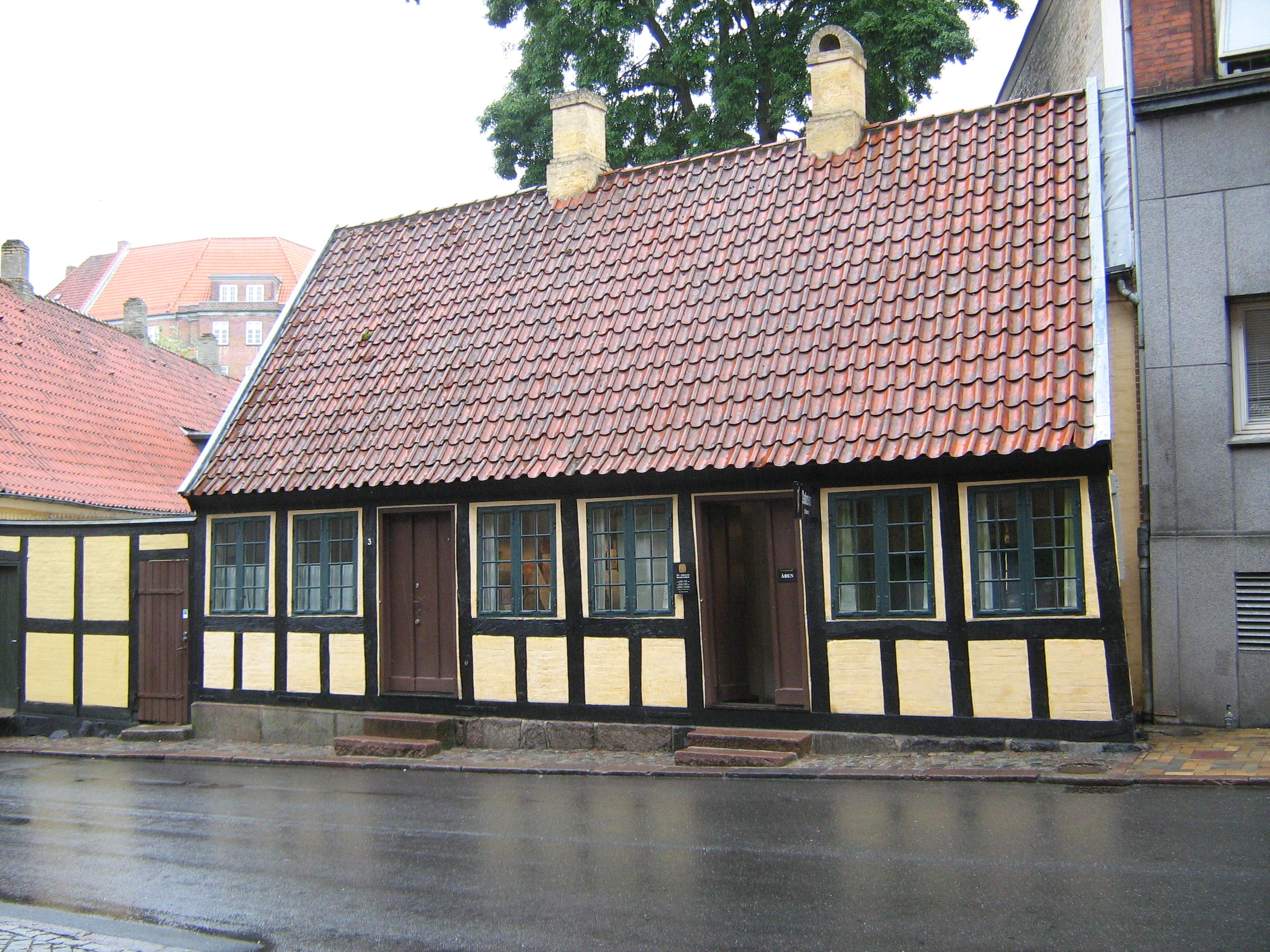
La modesta casa d'Andersen a Odense

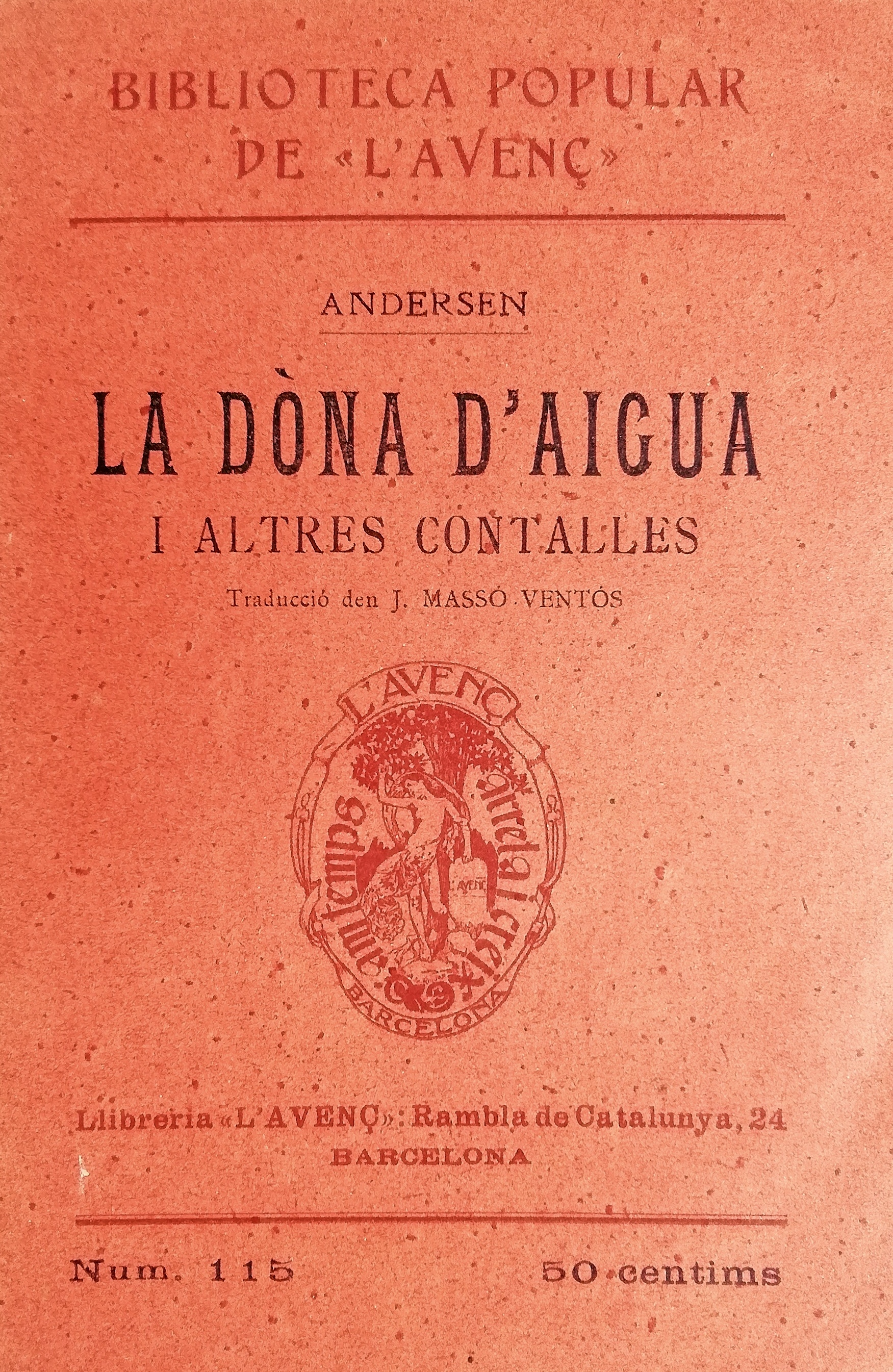
La Sireneta o La Dona d'Aigua (Den lille Havfrue) i cinc contes més (L'Ombra - L'Avet - L'intrèpid Soldat de Plom - Els Enamorats - Els Dotze viatgers de la diligència) de Hans Christian Andersen, traduïts al català l'any 1911 i publicats a Barcelona dins la col·lecció Biblioteca Popular de L'Avenç

En 1816 el pare d'Andersen va morir i aquest va deixar d'assistir a l'escola. Es va dedicar a llegir totes les obres que podia aconseguir, entre elles les de Ludvig Holberg i Shakespeare. Al setembre de 1819 Andersen va decidir convertir-se en cantant d'òpera, i es va traslladar a Copenhaguen. Allà va ser considerat un llunàtic i rebutjat, quedant-se pràcticament sense res. No obstant el seu viatge li serviria per fer amistat amb alguns músics com Christoph E F Weyse i Siboni, i més tard amb el poeta Frederik Hoegh Guldberg. Va ser admès com alumne de dansa al Teatre Real de Copenhaguen. Degut a la seva mandra va perdre el suport de Guldberg, però va fer amistat amb el director del Teatre Real, Jonas Collin, amistat que duraria tota la vida. Collin el va enviar a una escola de gramàtica, a Slagelse, i li pagaria totes les seves despeses.
El rei Frederic VI es va interessar per aquell estrany noi, enviant-lo durant alguns anys a l'escola de Slagelse. Tot i la seva aversió pels estudis, Andersen va romandre a l'escola de Slagelse, i més tard a la d'Elsinor (en danès Helsingor) fins al 1827, encara que més tard admetria que aquests anys van ser els més durs i amargs de la seva vida. Finalment Collins va considerar per acabats els seus estudis i Andersen va tornar a Cophenaguen. Aquell mateix any, el 1827, Hans Christian va aconseguir la publicació del seu poema "El nen moribund" a la revista literària Kjøbenhavns flyvende Post, la més prestigiosa del moment. El poema va aparèixer tant en la versió danesa com en l'alemanya de la revista. L'any següent Andersen va ingressar a la universitat de Copenhaguen.
El 1829 quan els seus amics consideraven que res bo sortiria de la seva excentricitat i vivacitat, va tindre un considerable èxit amb un volum anomenat Un passeig des del canal de Holmen a la punta d'Est de l'illa d'Amager. Andersen era un gran viatger (afirmava que "viatjar és viure") i escrivia després les seves impressions als periòdics. D'aquestes anades i tornades també va traure tema pels seus escrits. També va ser molt reeixida la seva primera obra de teatre L'amor a la torre de Sant Nicolau, publicada el 1839. El 1831 va publicar el poemari Fantasies i esborranys i va viatjar a Berlín, la crònica del qual va aparèixer amb el títol Siluetes. Dos anys després (1833) va rebre del rei una petita beca de viatge i va fer el seu primer gran viatge per Europa. L'any 1834 va arribar a Roma.
El viatge per Itàlia va inspirar la seva novel·la L'improvisador, publicada el 1835 amb força èxit. Aquell mateix any van aparèixer també les dues primeres edicions d'Històries d'aventures per a nens, seguides de bastants sèries històries curtes. Abans, havia publicat un llibret d'òpera, La núvia de Lammermoor, i un llibre de poemes titulat Els dotze mesos d'aventures per a nens. El valor d'aquestes obres no va ser gaire considerat al principi i van tenir poc èxit de venda. No obstant això, el 1838 Andersen era ja un escriptor establert.

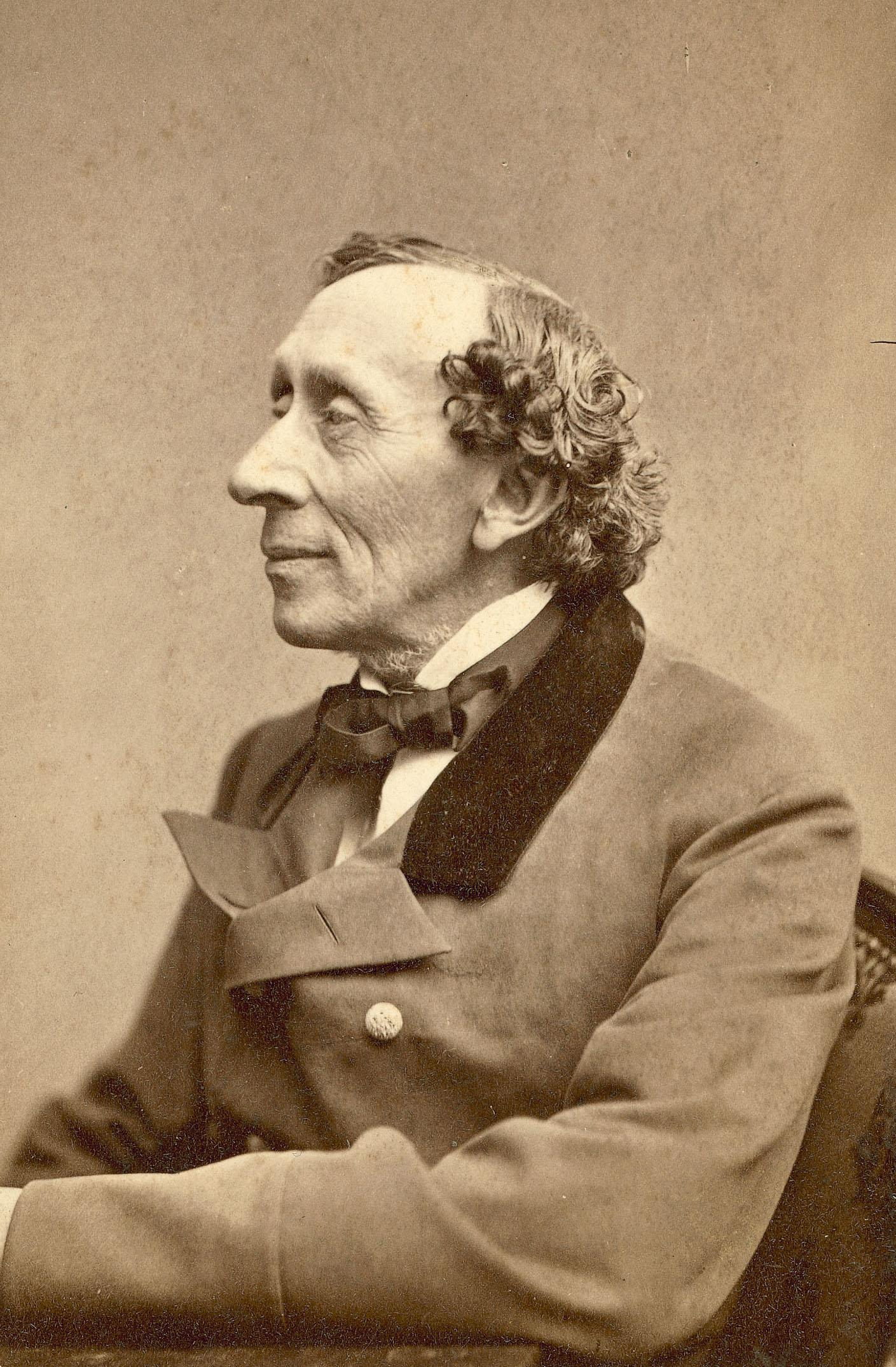
Hans Christian Andersen

El més gran dels seus viatges (1840-1841), el va portar a través d'Alemanya, Itàlia, Malta i Grècia, fins a Constantinoble. El viatge de tornada el va portar fins al mar Negre i el Danubi. El llibre El basar d'un poeta és considerat com el seu millor llibre de viatge.
Mentrestant, la seva fama com escriptor de contes de fades anava creixent. Tant és així que va començar a escriure una segona sèrie el 1838 i una tercera el 1843, que va aparèixer publicada sota el títol de Contes nous. Andersen es va convertir en un personatge conegut a Europa, tot i que a Dinamarca encara hi havia qui l'acceptava amb desgana. Les seves obres ja eren traduïdes al francès, a l'anglès i a l'alemany.
Al juny del 1847 va visitar Anglaterra i la seva visita va ser un èxit. A la sortida el va acompanyar Charles Dickens.
Després d'això Andersen va continuar publicant, aspirant a convertir-se en novel·lista i dramaturg, cosa que no va aconseguir. De fet (encara que resulti curiós) Andersen no tenia gaire interès en els seus contes de fades, encara que és gràcies a ells que és recordat avui en dia. Tot i això va continuar escrivint-los i els anys 1847 i 1848 van aparèixer dos nous volums.
Després d'un llarg silenci, el 1851 Andersen va publicar les seves vivències per Suècia i, poc després, el 1857 una altra novel·la Ser o no ser. El 1863, després d'un altre viatge va publicar un dels seus altres llibres de viatges A Espanya, país del qual li van impressionar especialment les ciutats de Granada i Toledo.
Qualsevol tema era prou per inspirar-li un conte, un poema o una peça teatral. El soldat li va inspirar un soldat espanyol dels que Napoleó va enviar a Dinamarca. Aquell noi va somriure al nen que era llavors Hans, el va agafar en braços i li va fer besar la medalla de la Verge que duia al coll, fet que no va fer gaire gràcia a la mare de Hans (que era protestant). No obstant Andersen mai no va oblidar l'atenció i simpatia d'aquell home i el va salvar de l'oblit amb la composició esmentada, a la qual van posar música Robert Schumann i Edvard Grieg.
Una costum que Andersen va mantenir des del 1858 durant molts anys, era narrar amb la seva veu els contes que el van tornar famós.
El 1866 el rei de Dinamarca li va concedir el títol honorífic de Conseller d'Estat i el 1867, va ser declarat Ciutadà Il·lustre de la seva ciutat natal.
Els seus contes per a nens van continuar apareixent fins al 1872 quan les últimes històries van ser publicades per Nadal. Durant la primavera d'aquell mateix any, Andersen va sofrir una caiguda des del seu propi llit, fet que li va produir serioses ferides. Mai va tornar a recuperar-se del tot, i el 4 d'agost de 1875 va morir a la casa anomenada Rolighed, prop de Copenhaguen on és enterrat.
En el seu honor, des del 1956 es concedeix cada dos anys el Premi Hans Christian Andersen de literatura infantil, i des de 1966 també un d'il·lustració.

### Vida sentimental i sexualitat
Andersen sovint es va enamorar de dones inassequibles per a ell i moltes de les seves històries s'interpreten com al·lusions als seus fracassos sentimentals. La més famosa d'aquestes va ser la soprano Jenny Lind. La seva passió per ella li va inspirar el conte El rossinyol, i va contribuir al fet que l'anomenessin la "rossinyol sueca". Andersen solia mostrar-se tímid amb les dones i va tenir serioses dificultats per declarar-se a Lind. Ho va fer per carta quan Lind prenia un tren per anar a fer un concert. Els seus sentiments no foren correspostos, ja que ella el veia com un germà, com va expressar en una carta amb data del 1844: "Adéu ... que Déu protegeixi el meu germà és el sincer desig de la seva afectuosa germana, Jenny."
Un altre amor no correspost de la seva joventut fou una noia anomenada Riborg Voigt. Es va trobar una petita bossa que contenia una llarga carta de Riborg al costat del pit d'Andersen quan va morir. En el seu diari va escriure aquesta súplica: "Totpoderós Déu, tu ets l'únic que tinc, tu que governes el meu destí, he de retre comptes a tu! Dona'm una forma de vida!! Dona'm una núvia!! La meva sang vol amor, com ho vol el meu cor!". Entre altres decepcions amoroses cal citar Sophie Ørsted, la filla del metge Hans Christian Ørsted, i Louise Collin, la filla menor del seu benefactor Jonas Collin.
De la mateixa manera que va tenir poc èxit amb les dones, Andersen també es va sentir atret sense ser correspost per diversos homes. Per exemple, va escriure a Edward Collin: "Llangueixo per tu com per un jove calabrès ... els meus sentiments per tu són com els d'una dona. La feminitat de la meva naturalesa i la nostra amistat han de romandre en secret". Collin, per la seva part, va escriure en les seves memòries: "No em vaig trobar capaç de respondre al seu amor, i això li va causar a l'escriptor molt de patiment".
Tampoc van arribar a convertir-se en unes relacions duradores les passions d'Andersen pel ballarí Harald Scharff i Carles Alexandre, el jove hereu del ducat de Saxònia-Weimar-Eisenach. Estudis literaris moderns suggereixen que en algunes obres d'Andersen hi ha un homoerotisme camuflat, fruit de la seva homosexualitat reprimida. Aquesta repressió es veu ja en els diaris de joventut d'Andersen, en què documenta la seva intenció de no mantenir relacions sexuals.

### Andersen i Harald Scharff

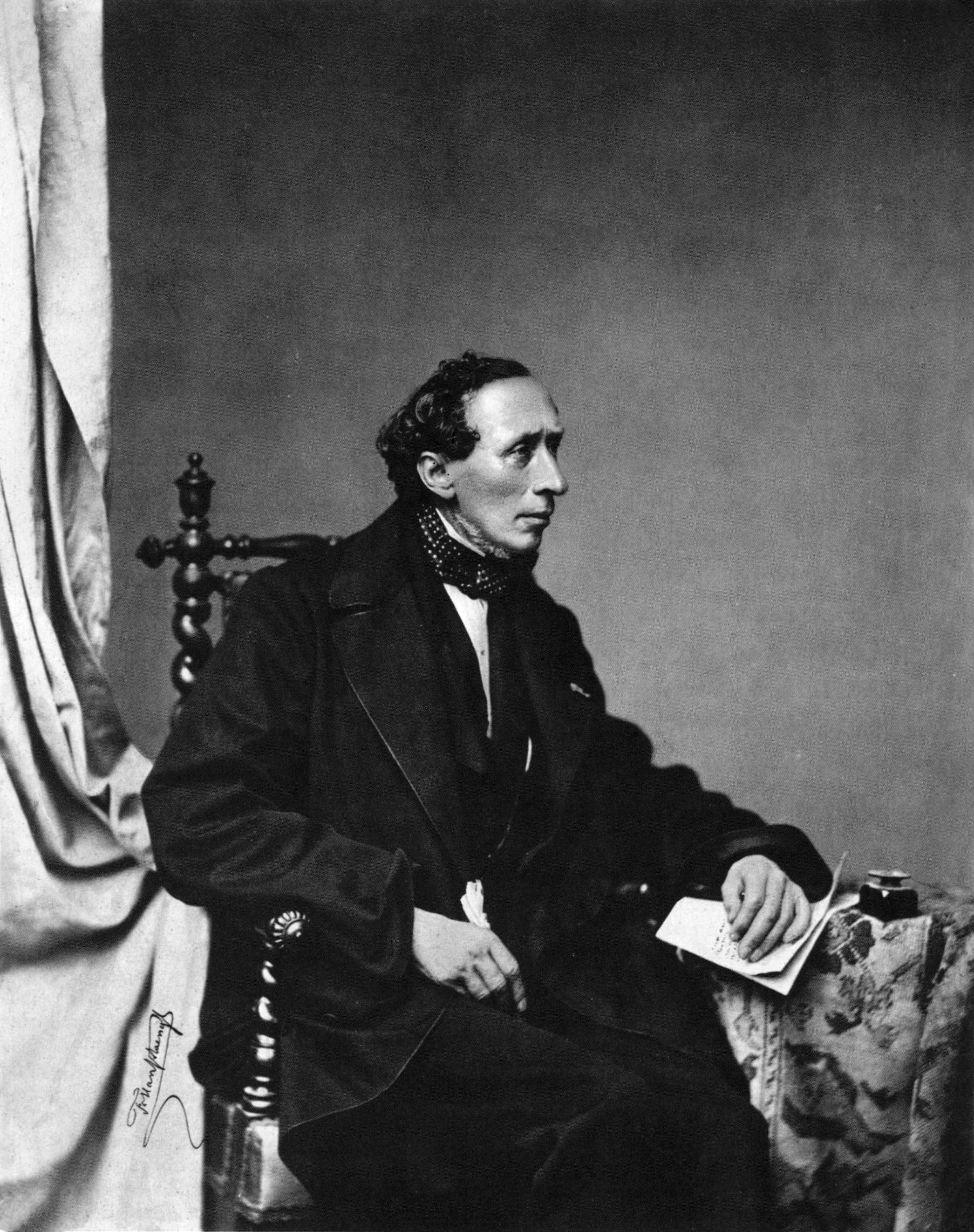
Retrat de Hans Cristian Andersen el juliol de 1860

El 1857, a París, Andersen va conèixer Harald Scharff, un jove i bell ballarí danès de la companyia del teatre Reial de Copenhaguen. Andersen feia escala a París camí a Dinamarca procedent d'Anglaterra, d'una visita a Charles Dickens, i Scharff estava de vacances amb el seu company de casa, l'actor Lauritz Eckardt. Llavors Andersen i Scharff vanb visitar junts Notre Dame. Passarien tres anys fins que Andersen, per casualitat, tornés a trobar-se de nou a la parella a Baviera el juliol de 1860. Els tres homes van gaudir d'una setmana tots junts per Múnic i rodalia. És probable que en aquest període Andersen s'enamorés de Scharff. Segons el seu diari, Andersern «no es va trobar del tot bé» quan els dos joves van deixar Múnic per anar a Salzburg el 9 juliol 1860.
Després de la partida de Scharff i Eckardt per Salzburg, Andersen viatjà a Suïssa però allà se sentí abatut i deprimit. Al novembre tornà a Copenhaguen i va a passar el Nadal a Basnæs, a la finca d'un aristòcrata amic seu, a la costa de Selàndia. Les festes nadalenques li van aixecar l'ànim i va escriure L'home de neu el cap d'any de 1860. Dos mesos després, el 2 de març de 1861, en el volum Nous contes de fades i històries, es van publicar altres contes nous d'Andersen.

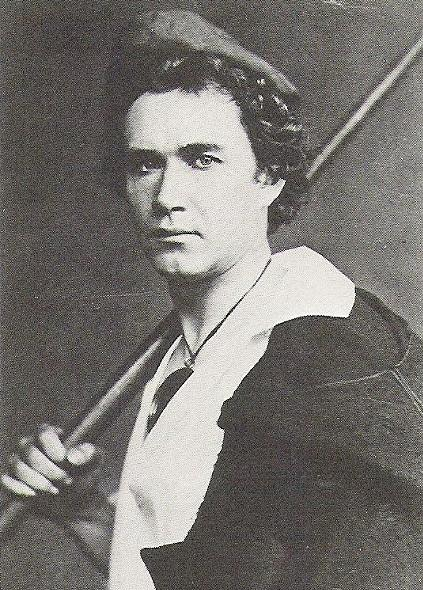
Harald Scharff disfressat per una representació del ballet a Nàpols, 1860

L'amistat d'Andersen i Scharff va continuar i al començament del 1862 van començar una relació que a Andersen li va produir «alegria, una certa realització sexual i el seu eventual final el va conduir a la soledat". Andersen, en una anotació del seu diari de març de 1862, es refereix a aquest període de la seva vida com el «període eròtic». No es va mostrar discret en les seves conductes públiques al costat de Scharff i va mostrar obertament els seus sentiments fins i tot de manera excessiva. Alguns testimonis van qualificar la relació de "impròpia i ridícula".
La relació entre ambdós va acabar a la fi de l'any 1863 quan Scharff ho va anar deixant de manera gradual a mesura que s'intensificava la seva relació amb Eckardt. El 27 d'agost el 1863, Andersen va anotar en el seu diari que la passió de Scharff cap a ell s'havia refredat. I el 13 novembre de 1863 va anotar: «Scharff no m'ha visitat en vuit dies; tot ha acabat amb ell." El desembre va llegir contes a la casa d'Eckhardt, i hi van estar presents Scharff i una ballarina anomenada Camilla Petersen, amb la qual es prometria però amb la que mai arribaria a casar-se. Andersen es va prendre el final de la relació amb calma i els dos antics amants seguiren coincidint més endavant en el cercle social que comparties, i ho feren sense retrets. Andersen va tractar diverses vegades sense èxit de reprendre la relació íntima amb Scharff.
Quan la relació es va esvair Andersen es va sentir vell. Va especular en que mai tindria una altra relació. El setembre de 1863 va escriure: «No puc viure en la meva solitud, estic cansat de la vida". A l'octubre va anotar: «Em sento vell i costa avall». El 1864, després d'un parèntesi de dotze anys amb el teatre, Andersen va compondre tres noves obres per als teatres de Copenhaguen, on s'examinava l'amor fraternal i els sentiments profunds entre homes. Una de les raons per les quals l'escriptor va poder tornar a fer un intent en un camp en el qual ja havia experimentat fracassos en el passat seria la possibilitat de mantenir-se prop Scharff al Teatre Real. Actualitzà la seva obra de 1832 El corb, que fou posada en escena a Copenhaguen el 23 abril 1865, i on Scharff va interpretar un vampir que xuclava la sang d'un jove en la seva nit de noces. El 1871, Bournonville va compondre un ballet basat en el conte d'Andersen El soldadet de plom, i el paper principal va ser interpretat per Scharff. Però el ballarí es va trencar el genoll durant un assaig de El trobador el novembre de 1871, accident que el va obligar a deixar la seva carrera de ballarí. Va intentar convertir-se en actor sense gaire èxit, i va acabar casant-se amb la ballarina Elvida Møller el 1874.

## Obra

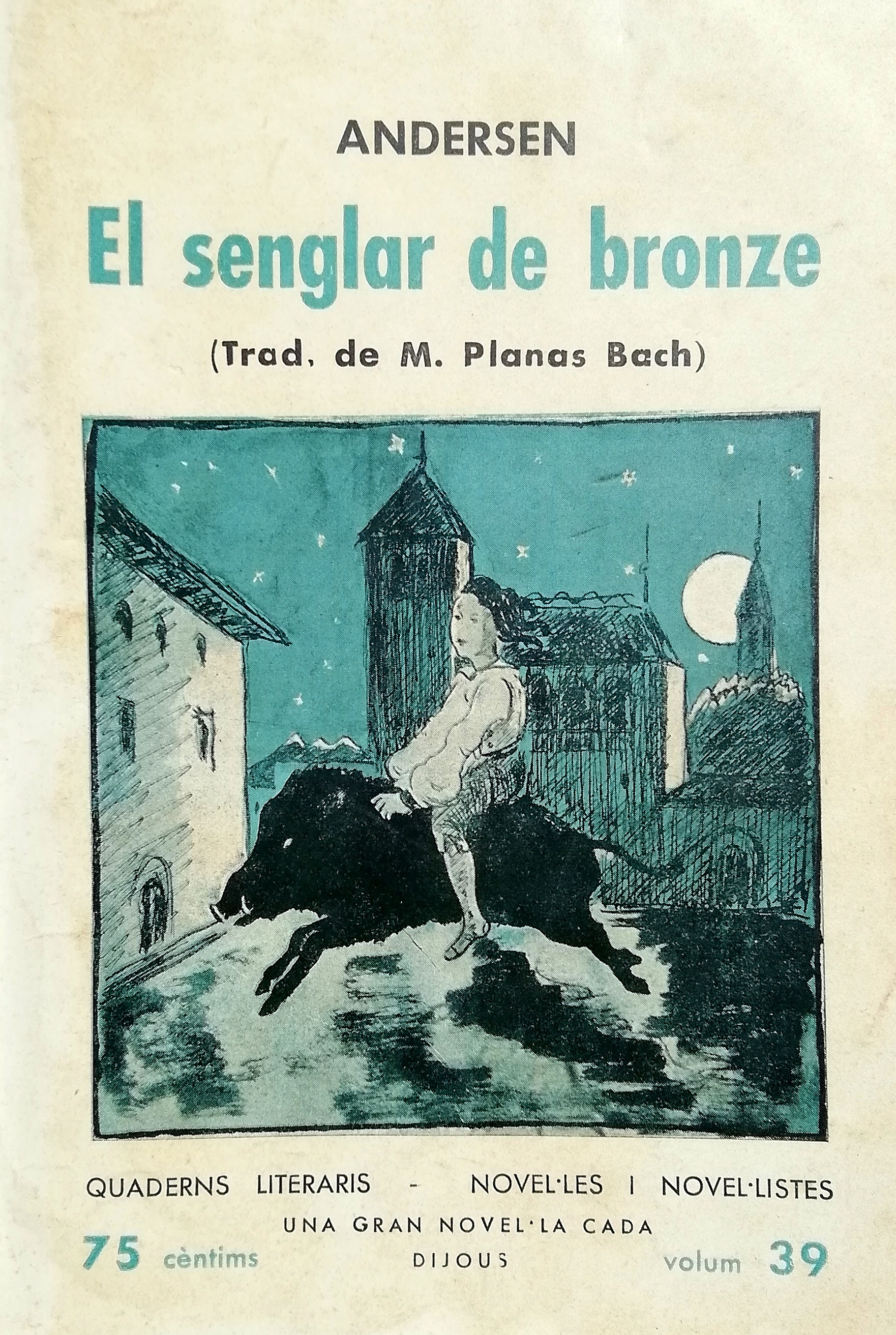
El Senglar de Bronze (Metalsvinet), juntament amb 9 contes més:
- L'encenedor
- La petita venedora de llumins
- La casa vella
- El gran serpent de mar
- La campana vella
- La felicitat dins una branca
- El vell adormidor
- El vestit nou de l'emperador
- El company de viatge de Hans Christian Andersen, traducció catalana publicada a Barcelona l'any 1934, dins la col·lecció Quaderns Literaris.

### Contes més famosos
Alguns del contes més populars d'Andersen són:
|  | - Les sabates vermelles (De røde sko) (1845) - La reina de les neus (Sneedronningen) (1845) - El soldadet de plom (Den Standhaftige Tinsoldat) (1838) - La patufeta (Tommelise) (1835) - L'aneguet lleig (Den grimme ælling) (1843) - El príncep captaire (Svinedrengen) (1841) |

### Traduccions al català[31]
- Andersen, H.C.; Brockdorff, Henrik i Sànchez Fèrriz, Miquel Àngel (trad.); epíleg de Jordi Nopca. Barcelona. Adesiara Editorial (2025)
- Andersen, H.C.; D'Albaflor, Joan (trad.). Les coses que veié la lluna. Barcelona. Editorial Selecta, S.A. 1952 (1a Ed.1918)
- Andersen. H.C.; D'Albaflor, Joan (trad.). El Rossinyol. Barcelona. Editorial Selecta, S.A. 1952 (1a Ed. 1918)
- Andersen. H.C.; D'Albaflor, Joan (trad.). L'aneguet lleig. Barcelona. Editorial Selecta, S.A. 1952 (1a Ed. 1918)
- Andersen. H.C.; D'Albaflor, Joan (trad.). El papalló. Barcelona. Editorial Selecta, S.A. 1952 (1a Ed. 1918)
- Andersen. H.C.; D'Albaflor, Joan (trad.). El cargol i el roser. Barcelona. Editorial Selecta, S.A. 1952 (1a Ed. 1918)
- Andersen. H.C.; D'Albaflor, Joan (trad.). El soldadet de plom. Barcelona. Editorial Selecta, S.A. 1952 (1a Ed. Editorial Catalana, 1918)

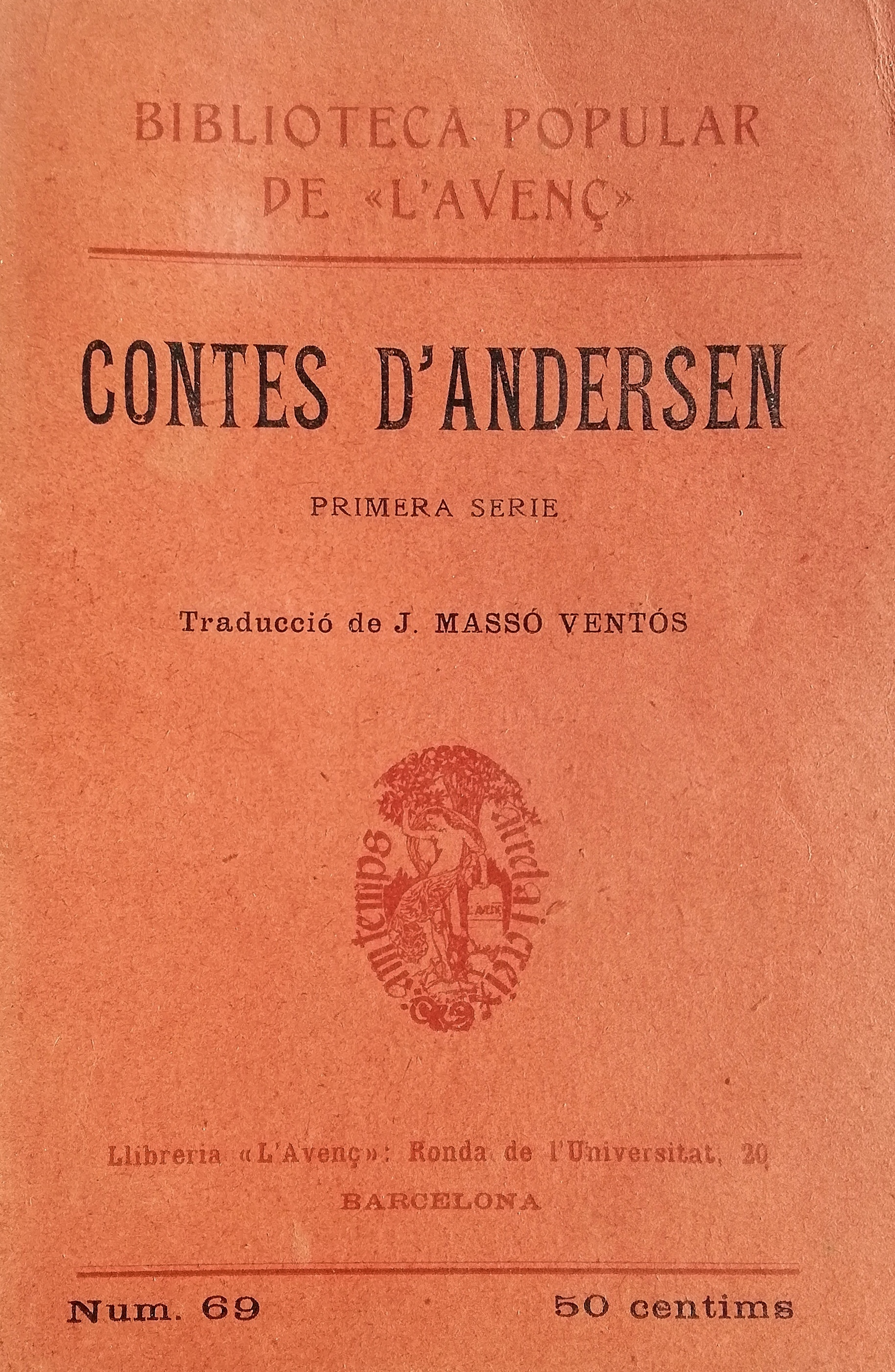
Sis Contes de Hans Christian Andersen: - Les Cigonyes'- La venedoreta de mistos- La princesa i el pèsol- Història d'una mare- El vell Acluca-ulls- El company de camíTraducció catalana publicada a Barcelona l'any 1907 dins la col·lecció Biblioteca Popular de L'Avenç

- Andersen. H.C.; D'Albaflor, Joan (trad.) La princesa de bo de bo. Barcelona. Editorial Selecta, S.A. 1952 (1a Ed. 1918)
- Andersen. H.C.; D'Albaflor, Joan (trad.) El vestit nou de l'emperador. Barcelona. Editorial Selecta, S.A. 1952 (1a Ed. 1918)
- Sis Contes de Hans Christian Andersen: - Les Cigonyes'- La venedoreta de mistos- La princesa i el pèsol- Història d'una mare- El vell Acluca-ulls- El company de camíTraducció catalana publicada a Barcelona l'any 1907 dins la col·lecció Biblioteca Popular de L'Avenç Andersen. H.C.; D'Albaflor, Joan (trad.) La donzella de la mar. Barcelona. Editorial Selecta, S.A. 1952 (1a Ed. 1918)
- Andersen, H. C.; Capdevila i Vilallonga, Lluís (trad.). Història de desitjada, la princesa cérvola.  Barcelona: Mentora, 1935.
- Andersen, H. C.; Capdevila i Vilallonga, Lluís (trad.). Bella-bella, o, el cavaller sortós.  Barcelona: Mentora, 1935.
- Andersen, H. C.; Capdevila i Vilallonga, Lluís (trad.). La gata blanca.  Barcelona: Mentora, 1935.
- Andersen, H. C.; Capdevila i Vilallonga, Lluís (trad.). Leandre, el príncep gnom.  Barcelona: Mentora, 1935.
- Andersen, H. C.; Capmany i Farnés, Maria Aurèlia (trad.). La venedora de mistos.  Barcelona: Parramon, 1979.
- Andersen, H. C.; Jané i Riera, Albert (trad.). L'aneguet lleig.  Barcelona: Lito, 1965.
- Andersen, H. C.; Jané i Riera, Albert (trad.). El soldat de plom.  Barcelona: La Galera, 1983.
- Andersen, H. C.; Jané i Riera, Albert (trad.). El soldat de plom.  Barcelona: Barcanova, 1992.
- Andersen, H. C.; Jané i Riera, Albert (trad.). El patufet.  Súria: Súria, 2001.
- Andersen, H. C.; Manent i Cisa, Marià (trad.). Rondalles de Hans Andersen.  Barcelona: Joventut, 1933.
- Andersen, H. C.; Manent i Cisa, Marià (trad.). Set rondalles breus d'Andersen.  Barcelona: Joventut, 1977.
- Andersen, H. C.; Manent i Cisa, Marià (trad.). Ditona.  Barcelona: Destino, 1985.
- Andersen, H. C.; Martines i Castanyer, Miquel (trad.). Allò que el vent ens conta de Waldemar Daae.  Barcelona: Argos Vergara, 1983.
- Andersen, H. C.; Massó i Ventós, Josep (trad.). Contes. Primera sèrie.  Barcelona: L'Avenç, 1907 (BPA; 69).( llegiu-lo)
- Andersen, H. C.; Massó i Ventós, Josep (trad.). La dona d'aigua i altres contalles.  Barcelona: L'Avenç, 1911 (BPA; 115).( llegiu-lo)
- Andersen, H. C.; Romeu i Jover, Xavier (trad.). El que fa el vell de casa sempre està bé.  Barcelona: La Galera, 1970.
- Andersen, H. C.; Serra i Boldú, Valeri (trad.). El bagul meravellós. L'agulla orgullosa. Allò que l'home fa, ben fet està.  Barcelona: Mentora, 1931.
- Andersen, H. C.; Serra i Boldú, Valeri (trad.). El foguer prodigiós. Història de l'ànec que no n'era.  Barcelona: Mentora, 1931.
- Andersen, H. C.; Serra i Boldú, Valeri (trad.). La princesa dels tres enigmes.  Barcelona: Mentora, 1931.
- Andersen, H. C.; Serra i Boldú, Valeri (trad.). Les aventures de la princesa llesta i altres contes.  Barcelona: Mentora, 1931.
- Andersen, H. C.; Serra i Boldú, Valeri (trad.). Mestre gat, o, El gat amb botes i altres contes.  Barcelona: Mentora, 1931.
- Andersen, H. C.; Serra i Boldú, Valeri (trad.). Orella fina. La princesa dels cabells d'or.  Barcelona: Mentora, 1931.
- Andersen, H. C.; Serra i Boldú, Valeri (trad.). Xin-xon-xin-xan. Tin l'intrèpid.  Barcelona: Mentora, 1931.

### Teatre
- Mulatten, drama romàntic original en 5 actes (1840)
- Maurerpigen, tragèdia en 5 actes (1840)

### Aventura
| - ABC-Bogen - Alferne paa Heden - Alt paa sin rette Plads - Anne Lisbeth - Barnet i Graven - Bedstemoder - Bispen paa Børglum og hans Frænde - Boghveden - Børnesnak - Dandse, dandse Dukke min! - Danske Folkesagn - De blaae Bjerge - De røde Skoe - De smaa Grønne - De vilde Svaner - De Vises Steen - Deilig! - Den fattige Kone og den lille Canariefugl - Den flyvende Kuffert - Den gamle Gadeløgte - Den gamle Gravsteen - Den gamle Gud lever endnu - Den gamle Kirkeklokke - Den grimme Ælling - Den lille Havfrue - Den lille Idas Blomster - Den Lille - Den lykkelige Familie - Den onde Fyrste - Den sidste Perle - Den standhaftige Tinsoldat - Den store Søslange - Den stumme Bog - Den uartige Dreng - Det er Dig, Fabelen sigter til! - Der er Forskjel! - Det er ganske vist! - Det gamle Egetræes sidste Drøm - Det gamle Huus - Det nye Aarhundredes Musa - Det sjunkne Kloster - Det Utroligste - Dryaden - Dykker-Klokken | - Dynd-Kongens Datter - Dødningen - Een og tredivte Aften - Elverhøi - En historie - En Historie fra Klitterne - En Rose fra Homers Grav - Engelen - Et Billede fra Castelsvolden - Et Blad fra Himlen - Et Børneeventyr - Et godt Humeur - Et Stykke Perlesnor - Fem fra en Ærtebælg - Flaskehalsen - Flipperne - Flyttedagen - Folkesangens Fugl - Fra et Vindue i Vartou - Fugl Phønix - Fyrtøiet - Gaardhanen og Veirhanen - Gartneren og herskabet - Gjemt er ikke glemt - Grantræet - Gudfaders Billedbog - Guldskat - Gaaseurten - Herrebladene - Historien om en Moder - Hjertesorg - Holger Danske - Hun duede ikke - Hurtigløberne - Hvad Fatter gjør, det er altid det Rigtige - Hvad gamle Johanne fortalte - Hvad hele Familien sagde - Hvad man kan hitte paa - Hvad Tidselen oplevede - Hvem var den Lykkeligste? - Hyldemoer - Hyrdinden og Skorsteensfeieren - Hønse-Grethes Familie - Hørren | - I Andegaarden - I Børnestuen - "Ib" og lille "Christine" - Iisjomfruen - Jødepigen - Kartoflerne - Kejserens nye klæder - Kjærestefolkene - Klods-Hans - Klokkedybet - Klokken - Kometen - Krøblingen - Laserne - Lille Claus og store Claus - Lille Tuk - Loppen og Professoren - Lygtemændene ere i Byen, sagde Mosekonen - Lykken kan ligge i en Pind - Lykkens Kalosker - Lysene - Man siger -! - Marionetspilleren - Metalsvinet - Moster - Nabofamilierne - Nattergalen - Nissen hos Spekhøkeren - Nissen og Madamen - Noget - Oldefa'er - Ole Lukøie - Om Aartusinder - Paradisets Have - Pebersvendens Nathue - Peiter, Peter og Peer - Pen og Blækhuus - Pengegrisen - Pigen, som traadte paa Brødet - Portnerens Søn - Portnøglen - Prindsessen paa Ærten - Psychen - Paa den yderste Dag - Qvæk | - Reisekammeraten - Rosen-Alfen - Skarnbassen - Skriveren - Skrubtudsen - Skyggen - Et Eventyr i syv Historier - Sneemanden - Sneglen og Rosenhækken - Solskins-Historier - Sommerfuglen - Sommergjækken - Springfyrene - Spørg Amagermo'er! - Stoppenaalen - Storkene - Stormen flytter Skilt - Suppe paa en Pølsepind - Svanereden - Svinedrengen - Svinene - Sølvskillingen - Talismanen - Tante Tandpine - Temperamenterne - Theepotten - To Brødre - To Jomfruer - Tolv med Posten - Tommelise - Taarnvægteren Ole - Ugedagene - Under Piletræet - Urbanus - Vanddraaben - Ved det yderste Hav - Veirmøllen - Venskabs-Pagten - Verdens deiligste Rose - Vinden fortæller om Valdemar Daae og hans Døttre - Vor gamle Skolemester - Vænø og Glænø - Æblet - Ærens Tornevei - Aarets Historie |

### Col·leccions de contes de fades
- Billedbog uden Billeder ('Àlbum de fotos sense fotos')
- Eventyr og Historier. Ny Samling ('Contes de fades i relats. Nova col·lecció')

### Novel·les
- At være eller ikke være ('Ser o no ser')
- De to Baronesser ('Les dues baronesses')
- Improvisatoren ('Improvisador')
- Kun en Spillemand ('Només un violinista')
- Lykke-Peer
- O.T.

### Llibres de viatges
- En Digters Bazar
- Et Besøg i Portugal (1866) ('Una visita a Portugal')
- I Spanien ('A Espanya')
- I Sverrig ('A Suècia')
- Skyggebilleder af en Reise til Harzen, det sachsiske Schweitz, etc. etc., i Sommeren (1831) ('Imatges d'un viatge a les muntanyes de Harz, la Suïssa saxona, etc., etc., a l'estiu')

### Autobiografia
- Mit eget Eventyr uden Digtning (Das Märchen meines Lebens ohne Dichtung), gener i febrer de 1847 (en alemany)
- Mit Livs Eventyr, publicat per C.A. Reitzels, København, 19 de juliol de 1855 (en danès)
- The Story of My Life, 1871 (en anglès)
- Levnedsbog, 1929 (en danès)

## Llegat
Històries com "La reina de les neus", "La petita venedora de llumins", "L'aneguet lleig", "La Sireneta", "El vestit nou de l'emperador", "El soldadet de plom" i "La princesa i el pèsol" segueixen sent populars i molt llegides. "El vestit nou de l'emperador" i "L'aneguet lleig", per exemple, han passat a formar part d'expressions en llengua catalana.
Al port de Copenhaguen hi ha una estàtua de la Sireneta, en honor de Hans Christian Andersen. El 2 d'abril, data de naixement d'Andersen, se celebra el Dia Internacional del Llibre Infantil. L'any 2005 va ser el bicentenari del naixement d'Andersen i arreu del món es va recordar la seva vida i obra.

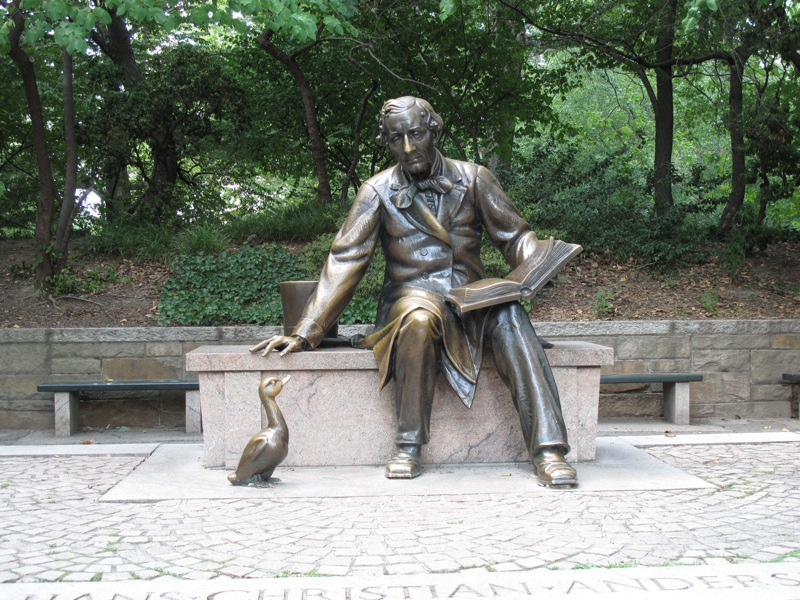
Hans Christian Andersen i "L'aneguet lleig" a Central Park, Nova York

Als Estats Units, es poden trobar estàtues de Hans Christian Andersen al Central Park de Nova York, al Lincoln Park de Chicago i a Solvang, Califòrnia. A la secció de col·leccions especials de la Biblioteca del Congrés dels Estats Units hi ha una col·lecció única de materials d'Andersen llegada per l'actor danès-nord-americà Jean Hersholt Té un interés particular un original llibre de records d'Andersen preparat pels jove Jonas Drewsen
La ciutat de Bratislava, Eslovàquia, compta amb una estàtua de Hans Christian Andersen en memòria de la seva visita el 1841 La ciutat de Funabashi, al Japó, té un parc temàtic infantil amb el nom de Hans Christian Andersen. A la ciutat de Lublin, Polònia, hi ha un teatre de titelles i actors anomenat Hans Christian Andersen. A la fi de l'any 2006 a Xangai es va obrir un parc temàtic de 13 milions de dòlars basat en contes d'Andersen.